# 小行星6883
小行星6883（英語：6883 Hiuchigatake）是一颗围绕太阳公转的小行星。1996年1月10日，小林隆男在大泉町发现了此天体。
这颗小行星的绝对星等为317.3218774797891等。